# 臺灣主體性

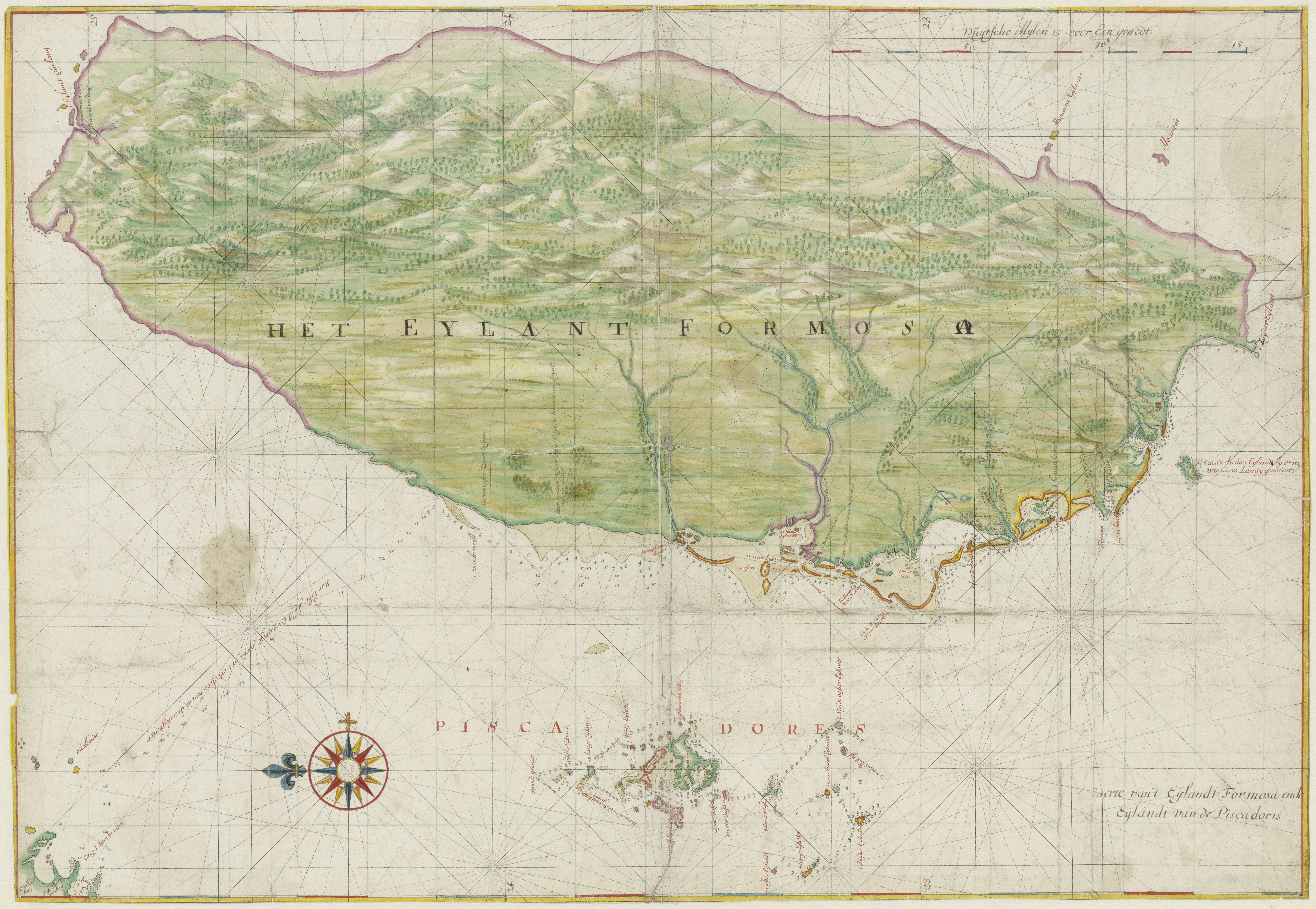
「北左南右，東上西下」的橫式臺灣地圖在歷史文獻中屢見不鮮(如：許多十七世紀歐洲人畫的台灣地圖，乃至中國方面的地圖)：圖為1640年所繪福爾摩沙地圖

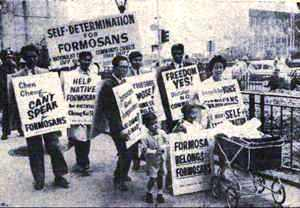
1961年旅美臺灣人在紐約聯合國外要求自由、自決、與福爾摩沙人的福爾摩沙（Formosa belongs to the Formosans）

臺灣主體性、亦稱臺灣主體意識，是臺灣的一種政治及文化論述。在1990年代臺灣民主化後成為主流思想之一。「臺灣主體性」是，基於臺灣為中心的思考、透過多元文化思想及台湾民族主义的力量，突破中国中心主义、中华民族主义, 或大汉族主义，建立臺灣作為“獨立國家”的民主制度與文化認同。
臺灣主體意識，與推動台灣獨立、反威權、反殖民、反中等相關概念經常形成集合。然而，因為臺灣原住民族民族史、歐洲遺產、中國傳統、日治台灣等都是台灣歷史的一部份，實際上是有所區別的。

## 發展過程
臺灣主體性的支持者，如法政學者彭明敏（台灣自救運動宣言）、歷史學者曹永和（「臺灣島史」）、林媽利（臺灣人血液成分與臺灣族群來源）、前總統李登輝（特殊兩國論）、前副總統呂秀蓮（「九六共識」）、民主進步黨、時代力量、綠黨、台灣基進乃至音樂家蕭泰然、歌手蔡振南、導演魏德聖等，均支持或實際參與台灣本土化運動，形成以臺灣為中心的主體意識，發展出臺灣自身的國族認同。賴清德任總統期間，執政目標包括「建立台灣主體性國家認同」。

## 內涵
臺灣主體性強調多元文化及民主思想。在臺灣主體性的思維下，認為非漢人的臺灣原住民族文化、歐洲文化、中華文化（漢文化）、日本文化、美國文化、與全球化等影響都是臺灣歷史遺產與現今文明的一部分，但當代臺灣文化早已不附屬於這些歷史遺產之下，部分人士也認為不附屬於中國，因此，也出現臺灣主體性是去中國化的批評。
民進黨執政時期的教育部部長杜正勝曾在學術會議上以「歷史文化研究的新思維」為題發表演說，提出「倒轉90°」、「台灣觀點地圖」，強調「台灣必須找回自己的中心點」。不少學者與本土派人士認為應發展以台灣為主體的教育理念和「立足台灣，心懷台灣，創造海洋國家格局」的史觀論述。

## 腳註
1. ↑  . 財團法人中央廣播電臺. 2024-07-21  [2024-07-22]. （原始内容存档于2024-07-26）.
2. ↑  李慶安為何不安？ （页面存档备份，存于）, 李筱峰專欄
3. ↑  李慶安的思想檢查 的存檔，存档日期2017-02-16., 新台灣新聞周刊, 2004/06/03
4. ↑  台灣地圖可以「橫躺」嗎? 的存檔，存档日期2017-02-16., 新台灣新聞周刊, 2004/06/03
5. ↑  回歸海洋台灣 何妨轉個角度看 的存檔，存档日期2017-02-16., 新台灣新聞周刊, 2004/06/03
6. ↑  台灣橫躺 顛覆法統舊勢力 的存檔，存档日期2017-02-16.